# Dornburg (Flögeln)

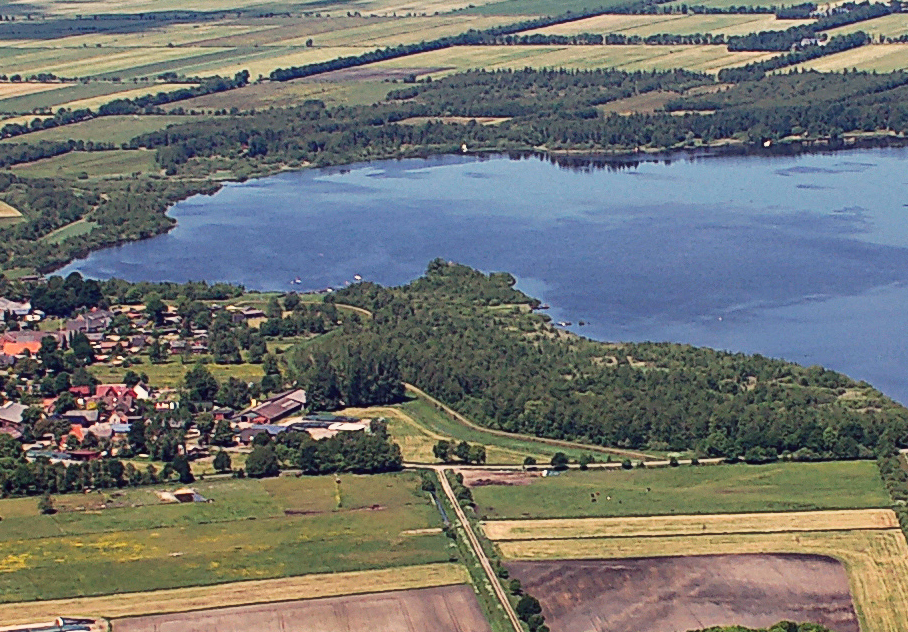
Die Insel der Dornburg heute

Die Dornburg ist eine abgegangene Turmhügelburg (Motte) von etwa 10,0 × 15,0 m Größe, die einst auf einer Insel (Inselburg) im Flögelner See lag. Nach alten Berichten soll ein Damm zu der Burg geführt haben, die heute auf einer Halbinsel liegt. Flögeln liegt im Elbe-Weser-Dreieck bei Bad Bederkesa im Landkreis Cuxhaven in Niedersachsen.
Im Jahre 1975 durchgeführte Untersuchungen zeigen, dass zum Bau der Motte auf dem Torf des Seeuntergrundes große Sandmengen aufgeschüttet wurden. Der Seegrund wurde mit einer Siloröhre abgespundet um Funde und Pfahlsetzungen zu suchen, so dass über Holzproben eine dendrochronologischen Bestimmung vorgenommen werden konnte. Bei der Insel handelt es sich um einen zentralen Burghügel, um den besonders im Süden und Südwesten also auf den Ort gerichtet, ein von einer Palisade umgebener Unterbereich lag, der hier sieben bis acht Meter vom Hügelfuß entfernt war. 
Das Fundmaterial bestand im Kern aus mittelalterlicher Keramik und Haustierknochen. Die älteste Keramik dürfte in das 11., die jüngste in das 15. Jahrhundert zu datieren sein. Im Gegensatz zur Grabung am nahen Vollhof, wo nur einheimische Keramik gefunden wurde, fällt bei der Dornburg ein Anteil rheinischer Importkeramik auf. Daneben fanden sich ein Mahlsteinbruchstück aus Basaltlava, ein Brocken Glasschlacke und Schleifsteine. 
Die hohe Anzahl der Knochenfunde und die zeitliche Streuung der Keramik deuten, entgegen der früher vertretenen Ansicht, die Dornburg sei eine Fluchtburg gewesen, auf eine ständige Bewohnung durch die Ritter von Flögeln. Urkundlich sind die Ritter von 1144 bis 1375 bezeugt. Im Jahre 1375 ging Heinrich von Flögeln nach Hamburg und verbürgerlichte dort. Die Besitzfolge trat die Kirche an, die die Dornburg offenbar bis in das 15. Jahrhundert erhalten hat. 
Nach dem Hiatus ab der Mitte des 5. Jahrhunderts – als Folge der Abwanderung der Bevölkerung im Zuge der Besiedlung Englands durch die Sachsen – wurde die Geestinsel auf der Westseite im 8. Jahrhundert erneut besiedelt. Der Ort Flögeln dagegen lieferte erst Fundgut des 10. oder 11. Jahrhunderts. Aufgrund der Keramikdatierung gab es vermutlich bereits im 11. Jahrhundert Ministerialen in Flögeln.